# Katabia gromovi
Katabia gromovi ist ein heterotropher Flagellat und die einzige Art der Gattung Katabia, sie lebt schwimmend im Boden.

## Merkmale
Der Körper von Katabia ist tropfenförmig, wobei die Bauchseite abgeflacht ist und die Rückenseite prominent hervortritt. Die Länge beträgt 8 bis 12 µm, die Breite an der breitesten Stelle im hinteren Bereich 5 bis 7 µm. 
Die Geißeln setzen subapikal an, rund ein Viertel der Zelllänge vom Vorderende. Eine Geißel ist rund 2,5 mal so lang wie die Zelle, ist über die linke Seite nach hinten orientiert und besitzt ein langes Akronema. Die vordere Geißel ist 1,5 mal so lang wie die Zelle und hat ein kürzeres Akronema. 
Die Art bildet Zysten von 7 bis 8 µm Durchmesser und sind mit einer dicken, durchscheinenden, Schleim-ähnlichen Wand bedeckt. 
Die Ultrastruktur entspricht der von Cercomonadidae: Die einzige Zellhülle ist das Plasmalemma, unter dem sich Kinetozysten befinden. Der Basalkörper der hinteren Geißel steht ungefähr im rechten Winkel und in einer anderen Ebene zum Basalkörper der vorderen Geißel. Die Geißelwurzeln entsprechen denen bei Heteromita. Der Zellkern ist durch fibrilläre Wurzeln mit den Basalkörpern verbunden. Ein Mikrotubuli-Kegel fehlt. In der Nähe des Kerns befindet sich ein Microbody mit amorphem Inhalt. Die Mitochondrien besitzen wurmförmige tubuläre oder vesikuläre Cristae. 
Morphologisch ähnelt die Art stark Heteromita, besitzt jedoch eine wesentlich andere Fortbewegungsweise: Sie bewegt sich nie gleitend fort, sondern stets schwimmend. Sie besitzt pilzähnliche Körper, die ähnlich denen in Cercomonas sind.

## Systematik
Molekulargenetische Untersuchungen lassen annehmen, dass die nächsten Verwandten der Art die Gattungen Heteromita, Cercomonas und Cryothecomonas sind.

## Belege
- Alexander P. Mylnikov, Serguei A. Karpov: Review of diversity and taxonomy of cercomonads. Protistology, Band 3, 2004, S. 201–217. ISSN 1680-0826